# Pierre IV (tsar de Bulgarie)
Pour les articles homonymes, voir Pierre II et Pierre IV.
Théodore-Pierre (en bulgare : Теодор-Петър (Teodor-Petar)), aussi appelé Pierre II (Петър II (Petar II)) ou Pierre IV (dans le cas où Pierre Deljan et Constantin Bodin sont comptabilisés respectivement sous les noms de Pierre II et Pierre III), est le fondateur du Second Empire bulgare et tsar des Bulgares de 1185 à 1197, le premier de la dynastie des Assénides.

## Biographie

### Contexte historique
Après avoir conquis la Bulgarie, le basileus byzantin Basile II permit à la noblesse bulgare de conserver ses privilèges et à l'archevêché d'Ohrid d'être autonome. Mais ultérieurement, l'accroissement des impôts et des corvées provoqua, selon les sources d’époque (Anne Comnène et Jean Skylitzès), plusieurs révoltes des Bulgares et des Valaques des Balkans, menées successivement par Drăgaș, par Niculiță Delfinul (Νικουλιτζάς Δελφινάς dans les sources) puis par trois frères : Ivan Asen, Kaloyan et Pierre (Επανάσταση του Πέτρου Δελεάνου dans les sources) dont les revendications avaient été repoussées avec morgue par l'empereur Isaac II Ange. Ces révoltes sont appelées « Révoltes bulgares contre l'Empire byzantin » par l'historiographie moderne bulgare et, à sa suite, internationale.
Les deux frères sont humilités à Kypsela alors qu'ils proposent de se mettre au service d'Isaac II Ange. Quand ils rentrent chez eux, ils déclenchent une rébellion. Ils s'appuient alors sur une colère fiscale dirigée contre la collecte d'un impôt extraordinaire à la fin de l'automne 1185. Les Bulgares et les Valaques, particulièrement dans la région d'Anchialos, sont prêts à la révolte. Pour la déclencher, ils jouent sur la ferveur religieuse de ces populations, insinuant que le sac de Thessalonique par les Normands démontre que Saint Démétrios, le protecteur de la cité et très populaire dans les Balkans, a abandonné les Byzantins.

### Règne
L'aîné des trois frères se fait proclamer tsar sous le nom de bulgare : Petăr, français : Pierre, fort probablement en souvenir du tsar Petăr Ier de Bulgarie fils de Siméon Ier de Bulgarie que plus tard son frère Kaloyan revendiquera comme l'un de ses « ancêtres » dans ses échanges avec le Pape Innocent III.
En peu de temps les insurgés prennent le contrôle des régions formant les actuelles Bulgarie, Macédoine et Serbie orientale : seules la Dobrogée et la côte de la mer Noire demeurent hors de leur portée. La réaction de l'Empire reste faible au début. Toutefois à partir de l'été 1186, après quatre campagnes dont deux dirigées par lui-même, l'empereur Isaac II Ange inflige plusieurs défaites aux insurgés et les repousse, au nord du Danube, où Pierre IV et Ivan Asen Ier lèvent de nouvelles troupes et obtiennent en plus l'alliance des Coumans. Avec ces armées, ils envahissent la Thrace en 1187. Un premier détachement sous les ordres du boyard Dobromir, beau-frère de Pierre, se dirige ensuite vers la Macédoine et un second vers la Thrace orientale. L'empereur Isaac II Ange qui avait regroupé ses troupes à Sardica en 1188 comprend très vite qu'il ne pourra pas venir à bout des révoltés et commence des négociations.
Un accord est signé à Loutch. L'empereur byzantin reconnaît la souveraineté de la famille des Assénides sur la Mésie soit le territoire situé entre le Danube et les Balkans. En contrepartie, le troisième des frères, nommé Kaloyan est envoyé comme otage à Constantinople.
Dans tous les documents des papes Innocent III et Grégoire IX ainsi que dans l'armorial Wijnbergen, l'État issu de la victoire des insurgés est dénommé Regnum Bulgarorum et Blachorum et son souverain celui de rex Bulgarorum et Blachorum, mais l'historiographie moderne bulgare et, à sa suite, internationale, le dénomme « Second Empire bulgare » ou, plus simplement, Bulgarie. En fait, cet État multi-ethnique s'étendait non seulement sur l'actuelle Bulgarie (sauf le littoral) mais aussi sur l'actuelle Roumanie (Valachie), en Macédoine, Grèce septentrionale et Serbie orientale.
Lors de la troisième croisade, comme son voisin serbe Stefan Nemanja, le tsar Pierre IV offre en vain son aide à l'empereur du Saint-Empire Frédéric Barberousse en contrepartie de la reconnaissance de leurs titres. Après le passage des croisés, l'empereur byzantin Isaac II Ange envisage d'attaquer de nouveau le Royaume des Bulgares et des Valaques.
En 1189, Pierre IV proclame son frère cadet Ivan Asen Ier co-régent pendant qu'il ne se réserve que le nord-est du pays avec Preslav comme centre. Les deux frères règnent en harmonie bien que le rôle principal incombe désormais à Ivan.
En 1196, Ivan est poignardé à Tarnovo par le boyard Ivanko. A l'automne 1197, Pierre IV est à son tour tué dans des circonstances similaires.
Plus tard, l'Empire bulgare finira par se fragmenter en plusieurs petits états, certains à majorité bulgare (tzarats de Vidin et Tarnovo), d'autres à majorité valaque (Valachie), d'autres multiethniques (despotats de Macédoine, de Grèce septentrionale et de Dobrogée).